# Blindia magellanica
Blindia magellanica là một loài rêu trong họ Seligeriaceae. Loài này được Schimp. mô tả khoa học đầu tiên năm 1862.